# Feste Opálka

Feste Opálka – Ansicht von Südwesten

Die Feste Opálka (tschechisch Opálecká tvrz) ist eine Veste am nördlichen Rande der Ortschaft Opálka, zwischen Janovice nad Úhlavou und Strážov im Okres Klatovy (Region Pilsen) in Tschechien gelegen, über dieser auf einem Felsbuckel an der höchstgelegenen Stelle des Dorfes.

## Geographie

Feste Opálka – Lage (Nach einem Plan von 1905).

Unmittelbar unterhalb der sich in ihren Grundmauern auf die zweite Hälfte des 14. Jahrhunderts zurückführenden Feste befindet sich ein Wirtschaftshof mit Verwalterhaus (in seiner nunmehrigen Gestalt aus dem 19. Jahrhundert) mit ehemaliger Brauerei, Brennerei, Ställen und Stadeln, welche in ihrer heutigen Form aus der Zeit vom 17. bis 19. Jahrhundert stammen. An zentraler Stelle des Hofes steht eine barocke Kapelle aus der ersten Hälfte des 18. Jahrhunderts, die der heiligen Anna geweiht ist. Alljährlich findet hier zum Patrozinium eine Wallfahrt statt. Die Feste war ursprünglich von einem mehrfachen, für die Größe der Anlage ungewöhnlich mächtigen und ausgedehnten starken Mauerring mit Graben gen Westen und Norden und einer Bastion nach Osten hin über jäh abfallendem Gelände, umgeben; von dieser Befestigung sind noch große Teile erhalten.

## Geschichte

Feste Opálka – Ansicht von Osten (Historischer Stich aus: August Sedláček, Hrady, zámky a tvrze Královsví českého. Díl devátý, Domažlicko a Klatovsko, Praha 1893, 149).

Die Feste Opálka wurde wahrscheinlich in der zweiten Hälfte des 14. Jahrhunderts durch Bušek von Strážov, welcher sich auch Bušek von Opálka nannte, errichtet. Erstmals wird sie im Jahre 1392 erwähnt. Nach Bušeks Tod kam dessen Besitz höchstwahrscheinlich an seinen Sohn Bušek II. von Opálka, dessen Spur sich jedoch zwischen 1403 und 1415 verliert. Über die Geschichte der Feste und deren Herren in der ersten Hälfte des 15. Jahrhunderts ist nur wenig bekannt. Seit circa 1450 gehörte Opálka den Rittern von Dražovice, welche die Feste bis 1480 hielten. Zwischen 1476 und 1480 gelangte Bedřich Škorně von Malonice auf unbekannte Weise in den Besitz der Feste. Ihm und später dessen Sohn gehörte Opálka bis 1540. In den Jahren 1538 bis 1540 erlangte Elisabeth von Pacov die Herrschaft über Opálka, die sie ab 1542 zusammen mit ihrem Mann Jan Tunkl von Brníčko hielt, der sie nach ihrem Tod um 1549 allein besaß. Nach 1557 erbte sie Margareta von Šternberk, deren Sohn und später ihr Enkel dort vermutlich bis in die späten 1580er Jahre hinein wohnten. Diese verpfändeten Opálka und konnten den Besitz nicht wieder auslösen. Daraufhin fiel die Herrschaft an Johann den Älteren von Lobkowitz.

Feste Opálka – Ansicht von Südosten (Historischer Stich aus: August Sedláček, Hrady, zámky a tvrze Královsví českého. Díl devátý, Domažlicko a Klatovsko, Praha 1893, 146).

Nach dessen Tode 1590 übernahmen Opálka seine drei Brüder Ladislav der Ältere, Georg und Bohuslav Havel; zwischen 1595 und 1597 gehörte Opálka Elisabeth von Lobkowitz und Wolf Novohradský, ab 1609, nach dessen Tode, seinem Sohne Zdeněk, welcher Opálka 1614 an Judith von Kolowrat verkaufte, die es bis 1630 besaß und wegen Schulden an Georg Adam Bořita von Martinic veräußern musste. Nach dessen Tod 1653 teilten den Besitz sich seine Gemahlin Johanna (eine geborene Gonzaga) und seine Brüder Georg, Bernhard Ignaz und Maximilian Valentin. Bereits 1656 wurde der Besitz verkauft, und er gelangte in die Hände von Maximilian von Waldstein, der Opálka bald schon nach dem Kauf wieder weiterveräußerte an Isabella Emilie von Schwihau, die es nur wenige Jahre besaß und 1669 an Ignaz Karl von Šternberk verkaufte, dem Opálka ebenfalls nicht lange gehörte, bis schließlich 1673 die Feste Pavel Graf von Morzin kaufte. Seit dieser Zeit war Opálka nicht mehr Herrensitz, sondern wurde nun mehr nur noch von Kastellanen bewohnt. Nachdem Opálka durch dessen Sohn Ferdinand Matthias von Morzin 1701 abermals verkauft worden war an Alois Bonaventura von Altersheim zu Arnschwang, wechselten die Besitzer wieder in rascher Folge, bis 1760 Opálka Karl Josef Graf von Palm-Gundelfingen erwarb und die Herrschaft mit jener von Bystřice nad Úhlavou vereinte, was in dieser Form bis 1923 bestand. In der Folgezeit nach 1760 ging die Herrschaft auf die Grafen von Trauttmansdorff, dann an Václav Alexander Hildtprandt Ritter von Ottenhausen, danach an Karl Richard Josef Ritter von Schmiedeln später an Karl Joachim Graf von Bredow über, bis um die Mitte des 19. Jahrhunderts die Fürsten von Hohenzollern-Sigmaringen Opálka übernahmen.
Im Zuge der Bodenreform der 1. Tschechoslowakischen Republik wurde 1923 und 1924 der damalige Eigentümer des Gutes und der Feste Opálka, Wilhelm von Hohenzollern-Sigmaringen, enteignet; dieser Besitz wurde der Familie Strouhalová, welche die Verwaltung des Gutes schon seit den siebziger Jahren des 19. Jahrhunderts innehatte, übertragen; sie verlor ihn durch die Verstaatlichung nach 1945, wobei die Wirtschaftsgebäude zunächst einer landwirtschaftlichen Genossenschaft, später einem Staatsgut dienten. Die Gebäude blieben teilweise ungenutzt und verfielen zusehends. Vor allem die Feste geriet in einen fast ruinösen baulichen Zustand. 1992 bekam durch die Restitution die Familie Strouhalová ihren Besitz wieder zurück.
Im Jahre 2001 erwarben der Bildhauer Harald Bäumler und seine Frau Marie Bäumlerová die Feste mit dem dazugehörigen Hof und restaurieren die Gebäude derzeit nach und nach.

## Baubeschreibung

Feste Opálka – Schnitt durch das Gebäude von Süd nach Nord.

Die Feste in ihrer heutigen Gestalt besteht aus drei Gebäudeflügeln im Süden, Westen und Norden gelegen, wobei der Westflügel den Süd- mit dem Nordflügel verbindet, welche zueinander fast parallel verlaufen; diese Gebäudeteile gruppieren sich um einen zentral gelegenen Wohnturm, einen Donjon, an den der Nord- und Westflügel baulich unmittelbar anschließen, der Südflügel hingegen vom Wohnturm durch einen schmalen engen Hof getrennt ist. Das gegenüber den anderen Gebäudeteilen erhöhte Erdgeschoss des Wohnturmes liegt auf der Ebene des ersten Stocks der Flügel. Der Donjon wird von außen über einen angebauten Aufgang erschlossen. Der Haupteingang zur Feste liegt im Südflügel. Man gelangt durch einen offenen Torbogen in der Fassade über eine sanft ansteigende Stiegenanlage direkt unter einer aus dem Dach hervorragenden Aufzugsgaube zum etwa um 6 Meter zurückgesetzten zweiflügeligen großzügigen Hauptportal der Feste.

## Baugeschichte
Die gotische Feste wurde von einem mehrstöckigen prismatischen Wohnturm, einem so genannten Donjon, aus der Zeit der Spätgotik mit circa 12 m × 10 m Seitenlänge gebildet, dessen heutiges äußeres Aussehen im Wesentlichen seinen baulichen Charakter aus dem 14. Jahrhundert noch erkennen lässt, wenngleich er doch umgebaut und verändert wurde. So wurde über seine gesamte Grundfläche über dem auf gegenüber dem umgebenden Niveau erhöhtem Felsen errichteten Erdgeschoss vermutlich im 16. Jahrhundert ein Saal mit hohem Gewölbe eingebaut und die Aufteilung der einst durch flache Holzdecken gebildete Stockwerke verändert; außerdem trug man wahrscheinlich in Zusammenhang mit jenem Umbau obere Geschosse auf die heutige Höhe ab und setzte ein Walmdach auf. Das Mauerwerk des Donjons ist aus Bruchsteinen gefügt. Es erhielten sich einige Schießscharten und ursprüngliche Fensteröffnungen, sowie der gotische spitzbogige Eingang in den Turm, im Osten gelegen, der sich nunmehr hinter einem in der Barockzeit angebauten gemauerten Aufgang befindet. Die den Donjon umgebenden südlichen, nördlichen und westlichen Gebäudeteile sind ihrem Aussehen nach aus der Renaissance und dem Barock, jedoch entstanden sie fast alle durch Umbau und Ausbau bereits bestehender spätgotischer Bauteile.